# Ахманово (Татарстан)
Ахма́ново (тат. Акман) — деревня в Мамадышском районе Республики Татарстан. Входит в состав Дюсьметьевского сельского поселения.

## География
Деревня расположена на реке Кумазанка, в 17 км к северо-западу от города Мамадыша.

## История
Деревня известна с середины XVIII века.
До 1860-х гг. жители относились к категории государственных крестьян. Занимались земледелием, разведением скота. По сведениям 1859 года, в Ахманово была мечеть.
В начале XX века здесь функционировали мектеб и 2 мелочные лавки. В этот период земельный надел сельской общины составлял 396,1 десятины. До 1920 деревня входила в Старо-Кумызанскую волость Мамадышского уезда Казанской губернии. С 1920 в составе Мамадышского кантона ТАССР. С 10 августа 1930 года в Мамадышском районе.
В 1931 году деревня входила в состав колхоза «Чулпан». В 1993 году (1994 г.) переименован в коллективное предприятие «Тан», с 2002 года сельскохозяйственный производственный кооператив «Тан», в 2006 году общество с ограниченной ответственностью Агрофирма «Тан». С 2014 года филиал общества с ограниченной ответственностью «Сэт иле «Нократ». С 2016 года общество с ограниченной ответственностью «АПК «Нократ».

## Население
| 1782 | 1859 | 1897 | 1908 | 1920 | 1926 | 1938 | 1949 | 1958 | 1970 | 1979 | 1989 | 2000 | 2002 | 2010 | 2017 |
| ---- | ---- | ---- | ---- | ---- | ---- | ---- | ---- | ---- | ---- | ---- | ---- | ---- | ---- | ---- | ---- |
| 52   | 221  | 372  | 446  | 402  | 391  | 455  | 346  | 338  | 402  | 356  | 319  | 293  | 267  | 257  | 226  |

Национальный состав деревни — татары.

## Экономика
Полеводство, молочное скотоводство, пчеловодство.

## Инфраструктура
Клуб (с 1934 г.), библиотека (с 1960 г.).

## Религия
Мечеть (с 1998 г.).